# (22440) Bangsgaard
(22440) Bangsgaard est un astéroïde de la ceinture principale.

## Description
(22440) Bangsgaard est un astéroïde de la ceinture principale. Il fut découvert le 17 mai 1996 à Modra par Adrián Galád et Alexander Pravda. Il présente une orbite caractérisée par un demi-grand axe de 3,18 UA, une excentricité de 0,24 et une inclinaison de 11,7° par rapport à l'écliptique.